# 르망 FC
르망 FC(프랑스어: Le Mans Football Club)는 1985년에 창단된 프랑스 르망의 축구 클럽으로, 현재 리그 2에서 활동하고 있다. 창단 당시의 이름은 르망 UC72(Le Mans Union Club 72)였으며 2010년 7월 1일에 팀 이름을 르망 FC로 변경하였다.
이 축구단은 리그 1 2009-10 시즌에서 18위를 기록하면서 리그 2로 강등되었다.

## 역대 성적
- 리그 2
  - 준우승: 2003, 2005
- 쿠페 강바르델라 우승 1회
  - 우승: 2004
- 쿠페 드 프랑스
  - 4강: 1998
- 쿠페 드 라 리그
  - 4강: 2006, 2007

## 선수 명단

### 현역
참고: FIFA 자격 규정에 따라 소속된 국가대표팀 국기를 표시합니다. 선수는 복수의 FIFA 비회원국 국적을 가지고 있을 수 있습니다.
| 번호 | 포지션 | 국적             | 이름            |
| ---- | ------ | ---------------- | --------------- |
| 3    | DF     |                  | 빈센트 뷔를레   |
| 5    | DF     | 마르티니크       | 해롤드 보이어   |
| 7    | FW     | 코모로           | 자이드 아미르   |
| 13   | DF     | 말리             | 티에코로 케이타 |
| 15   | FW     | 콩고 민주 공화국 | 아놀드 불라     |

| 번호 | 포지션 | 국적   | 이름          |
| ---- | ------ | ------ | ------------- |
| 25   | FW     | 세네갈 | 다메 게예     |
| 29   | MF     | 알제리 | 아담 오우자니 |

## 역대 감독
| 감독                | 임기        |
| ------------------- | ----------- |
| 크리스티앙 구르퀴프 | 1986 ~ 1989 |
| 뤼디 가르시아       | 2007 ~ 2008 |